# 金思朗
金莎朗（韓語：김사랑，1978年1月12日—），韓國女演員。2000年獲得韓國小姐冠軍。

## 演出作品

### 電視劇
- 2000年：SBS《天使的憤怒》
- 2001年：MBC《該怎麼辦才好》
- 2001年：KBS《美娜》飾演 朴美娜（整容後）
- 2002年：SBS《情》
- 2003年：SBS《千年之愛》
- 2005年：KBS《這該死的愛情》飾演 韓多貞
- 2007年：SBS《王与我》飾演 於乙宇同
- 2008年：SBS《東京，太陽雨》飾演 李秀珍
- 2008年：KBS《2008傳說的故鄉》
- 2010年：SBS《秘密花園》飾演 尹瑟[1]
- 2015年：JTBC《親愛的恩東啊》飾演 徐靜恩／池恩東
- 2019年：tvN《Abyss》飾演 高世妍
- 2020年：TV朝鮮《復仇吧》飾演 姜海拉

### 電影
- 2002年：《男子漢誕生》
- 2003年：《南男北女》
- 2006年：《誰上我的床（朝鲜语：누가 그녀와 잤을까?）》飾演 嚴智英
- 2008年：《Radio days》
- 2019年：《完美男人（朝鲜语：퍼펙트맨）》飾演 銀河

### MV
- 2004年：李昇基《因為是我的女人》
- 2011年：朴載範《Demon》

### 綜藝節目
- 2017年：MBC《我獨自生活》（E210-211）

### 成就及榮譽
- 2005年 KBS演技大賞 女子助演賞《這該死的愛》

## 外部連結
- 金思朗的Instagram帳戶